# Philipp von Zitzewitz

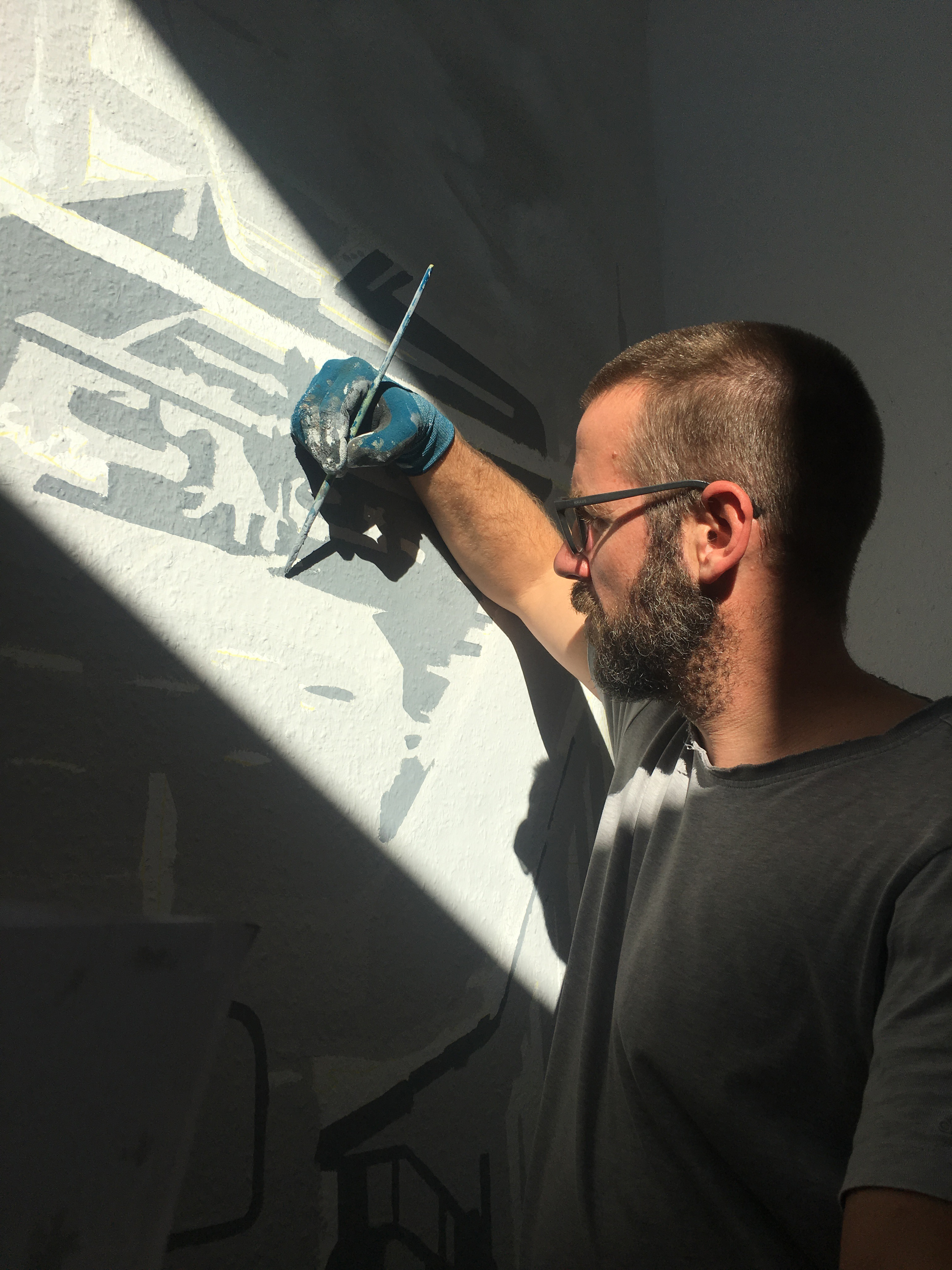
Philipp von Zitzewitz

Philipp von Zitzewitz (* 15. April 1978 in Hannover) ist ein deutscher Graffiti-Künstler, Filmemacher und Journalist.

## Leben
Geboren in Hannover und in einem Vorort aufgewachsen, wo er kurz das Gymnasium und dann die Realschule besuchte, absolvierte er von 1996 bis 1998 zunächst eine Ausbildung als Gärtner bei der Stadtgärtnerei Bothfeld, der 1998 der Besuch der Fachoberschule Agrarwirtschaft folgte. Nach dem Zivildienst im Unabhängigen Jugendzentrum (UJZ) Glocksee begann Philipp von Zitzewitz 2002 ein Studium der Visuellen Kommunikation (VK) an der Fachhochschule (FH) Hannover, wechselte 2003 zum Studiengang Malerei/Freie Grafik, den er 2008 als Diplom-Künstler abschloss. 2006 besuchte er als Gaststudent den Studiengang Visuelle Kommunikation an der Art Academy of Latvia in Riga, dem sich 2008 ein redaktionelles Volontariat beim ZDF-Landesstudio Niedersachsen in Hannover anschloss. Im gleichen Jahr nahm er das Masterstudium Fernsehjournalismus (MTV) an der FH Hannover auf, das er 2010 erfolgreich zum Abschluss brachte.
Seit 1993 ist Philipp v. Zitzewitz als Graffiti-Aktivist tätig, zunächst illegal mit einer Crew Gleichgesinnter, die bald Anerkennung im Graffiti-Kosmos, aber auch wiederholt behördliche Verfolgung erfuhr. Den Tags folgten Pieces sowie die Herausbildung einer individuellen Schriftästhetik mit starkem Wiedererkennungswert.
Zu Künstlern, die ihn inspirieren, zählt v. Zitzewitz Edward Hopper, Gerhard Richter und vor allem Sven Kroner. Er arbeitet am liebsten mit der Sprühdose auf Alu-Dibond und entwickelte dabei eine spezielle Wischtechnik. Sie dient dem Erschaffen von Strukturen und bringt auch den Zufall ins Spiel. Er benutzt für seine Wandbilder Mischtechniken aus Fassadenfarbe, die er mit Rolle und Pinsel aufbringt, mit der Sprühdose akzentuiert er das jeweilige Werk.
Eine enge Anbindung an den Kulturraum Jugendzentrum und pädagogische Aktivitäten in den Zeltlagern der Sozialistischen Jugend Deutschlands (SJD) Die Falken, für die er als ausgebildeter Jugendleiter tätig war, schärften seinen Blick für soziale Entwicklungen und ermöglichten ihm, seinen künstlerischen Ansatz in ersten Graffiti-Events für die Öffentlichkeit umzusetzen. Bei den in verschiedenen Jugendeinrichtungen durchgeführten Workshops dient die gemeinsame Planung und Produktion zumeist großflächiger Graffiti als Türöffner um den Jugendlichen komplexe gesellschaftliche Themen näher zu bringen. Die filmische Dokumentation begleitet die Projekte und schafft eine vertiefende Ebene der Reflexion. Außerdem dient die filmische Ebene dazu, um bei Abschluss der Projekte die Ergebnisse weiter zu tragen.
In einer durch die Zerstörung im Zweiten Weltkrieg geprägten Stadt wie Hannover mit den Bausünden der Nachkriegszeit und kaum in ihrer Individualität erkennbaren Vororten, war es v. Zitzewitz nach eigenem Bekunden ein Anliegen, mit seinen Graffiti Nähe, Bewegung und Plastizität in großen Formaten zu schaffen, die die Elementarkräfte der Gesellschaft hervorheben und Identitätsfindung fördern.
Im Laufe von nahezu drei Jahrzehnten realisierte v. Zitzewitz in Niedersachsen Großprojekte wie die Gestaltung des Friederikentunnels in Hannover anlässlich der Fußball-Weltmeisterschaft 2006 wie die von Fassaden, Innenräumen, Fahrzeugen und weiteren Objekten. Gemeinsam mit Alaa Ehsan besorgte er die filmische Dokumentation des Projekts „Begegnung - Heimat“, eine künstlerische Begegnung von Flüchtlingen und Einheimischen, organisiert von der Künstlergruppe arche (Hameln). Der Künstler dokumentierte das Streetartfestival Hola Utopia in Hannover, bei dem in einer Woche im August 2020 entlang gemeinsam entwickelter Ideen anerkannte Streetart- und Graffitikünstler in der Stadt Fassadenkunstwerke konzipierten und umsetzten. Mit der "konstruktiv Filmproduktion", einem Gemeinschaftsprojekt mit Jascha Müller, setzt sich v. Zitzewitz aktuell für eine Renaissance des Industriefilms ein.
Philipp v. Zitzewitz ist mit der Erwachsenenpädagogin Antje, geb. Mennecke, verheiratet und Vater einer Tochter. Er lebt mit seiner Familie in Schulenburg bei Pattensen.

## Workshops
- 2007 Ernst-Reuter-Schule/Kooperative Gesamtschule (KGS) Pattensen | wöchentl. Workshop
- 2012 Jugendzentrum Springe | wöchentl. Workshop
- 2014 Jugendzentrum Leer | Workshop / Boesner Künstlerbedarf Hannover | Wochendworkshop
- 2015 Jugendzentrum Springe | wöchentl. Workshop (Kleinstadtdschungel)
- 2016 Stephansstift Hannover | wöchentl. Workshop
- 2017 Gedenkstätte Ahlem | Wochenendworkshop / Trog Hannover | monatl. Workshop / Workshop e.V. Hannover | Wochenendworkshop / Ricarda-Huch-Schule Hannover | wöchentl. Workshop / Ernst-Reuter-Schule/Kooperative Gesamtschule (KGS) Pattensen | wöchentl. Workshop / vph Hannover | Wochenendworkshop
- 2018 Sporthalle Wettmar Burgwedel | Wochenendworkshop / Nachbarschaftskreis Siloah Hannover | Wochenendworkshop (Graffiti gegen Rassismus)
- 2019 Freibad Burgwedel | zweiwöchentl. Workshop / Wakitu Hannover | wöchentl. Workshop / Gedenkstätte Ahlem | Wochenendworkshop

## Lehrtätigkeit
- 2012 Viraler Film | Lehrauftrag | Hochschule für angewandte Wissenschaft und Kunst Hildesheim/Holzminden/Göttingen (HAWK)
- 2013 Viraler Film | Lehrauftrag | Hochschule für angewandte Wissenschaft und Kunst Hildesheim/Holzminden/Göttingen (HAWK)
- 2020 Graffiti | Lehrauftrag | Hochschule Hannover

## Ausstellungen
- 2003 Gruppenausstellung | Minolta | Braunschweig
- 2019 Narrenhände beschmieren Tische und Wände | Workshop e.V. | Hannover | Gruppenausstellung (mit Michael Findeisen und Jascha Müller)
- 2020 Level 3 | Hannover Docks | Hannover | Gruppenausstellung (mit Michael Findeisen und Jascha Müller)

## Filme

### Produktfilm
- FDM Academy (3:13 Min., 2015)
- GATX | 1687 (8:38 Min., 2015)
- Heilpraxisnet | ca. 50 Gesundheitstipps (1:28 Min., 2015)
- Schiess | Retrofit (4:46 Min., 2016)
- GATX | Gaswagenfamilie (11:37 Min., 2017)
- Vertimaster Aero (7:11 Min., 2017)
- 30 Yoga Tutorials (1:27 Min., 2020)

### Dokumentarfilm
- Zu Gast bei Freunden (1:44 Min., 2007)
- Mangreen (3:09 Min., 2008)
- Rukeli Trollmann (5:19 Min., 2011)
- Chinesische Schule (10:50 Min., 2011)
- 43 Jahre Unabhängigkeit "UJZ Glocksee" (22:26 Min., 2012)
- Gedenkstätte Ahlem Workshop (5:10 Min., 2017)
- Gedenkstätte Ahlem | Graffitiworkshop (6:58 Min., 2019)

### Imagefilm
- Imagefilm DAAD (5:28 Min., 2011)
- SIGEL Flowing Motion (11:11 Min., 2011)
- EFDMA Imagefilm (9:49 Min., 2015)
- Tensegrity Imagefilm (9:05 Min., 2015)
- GATX Produktion Polen (11:37 Min., 2015)
- Schiess Aschersleben (7:18 Min., 2015)
- H+ Immobilien (8:46 Min., 2017)
- Heilpraxis.net (2:47 Min., 2019)
- 90 Grad Zimmerei (7:39 Min, 2020)
- Tag der Städtebauförderung (6:47 Min., 2021)

### Making Off
- Grandezza | JAB Anstoetz (2:20 Min., 2010)
- Grandezza | JAB Anstoetz (3:28 Min., 2011)
- Mediacup (5:48 Min., 2011)
- Transformation der Buchstaben (3:12 Min., 2011)
- Kinderzimmer Produktion (4:09 Min., 2013)
- Schörling Sweeping Train (6:09 Min., 2013)
- Late Zoo (4:10 Min., 2017)
- VWFS | Ubility (3:58 Min., 2019)
- Hola Utopia - Streetartfestival (9:42 Min., 2020)
- Graffiti Sporthalle Langenhagen (7:49 Min., 2021)

## Bildergalerie

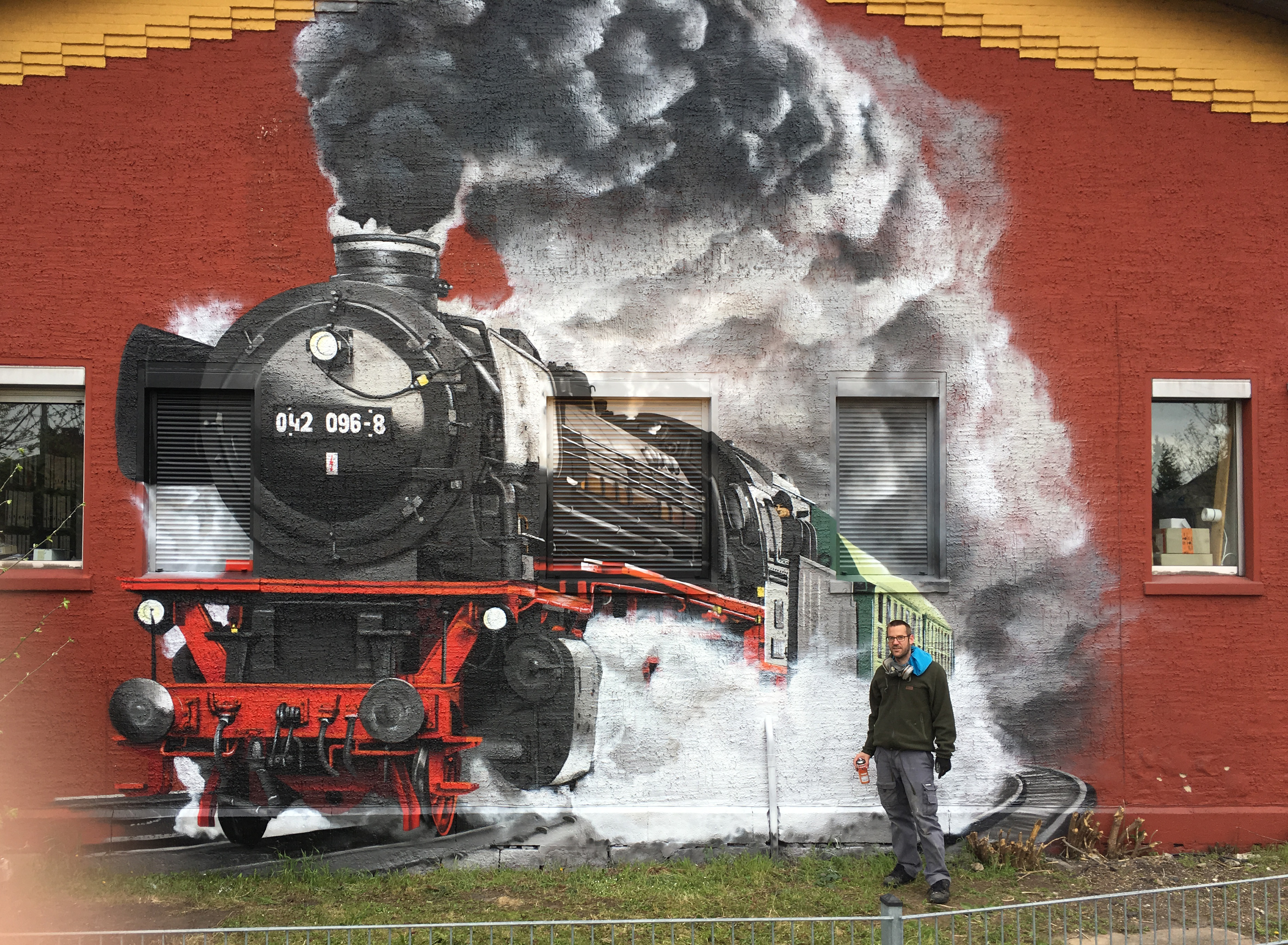
Lokomotive
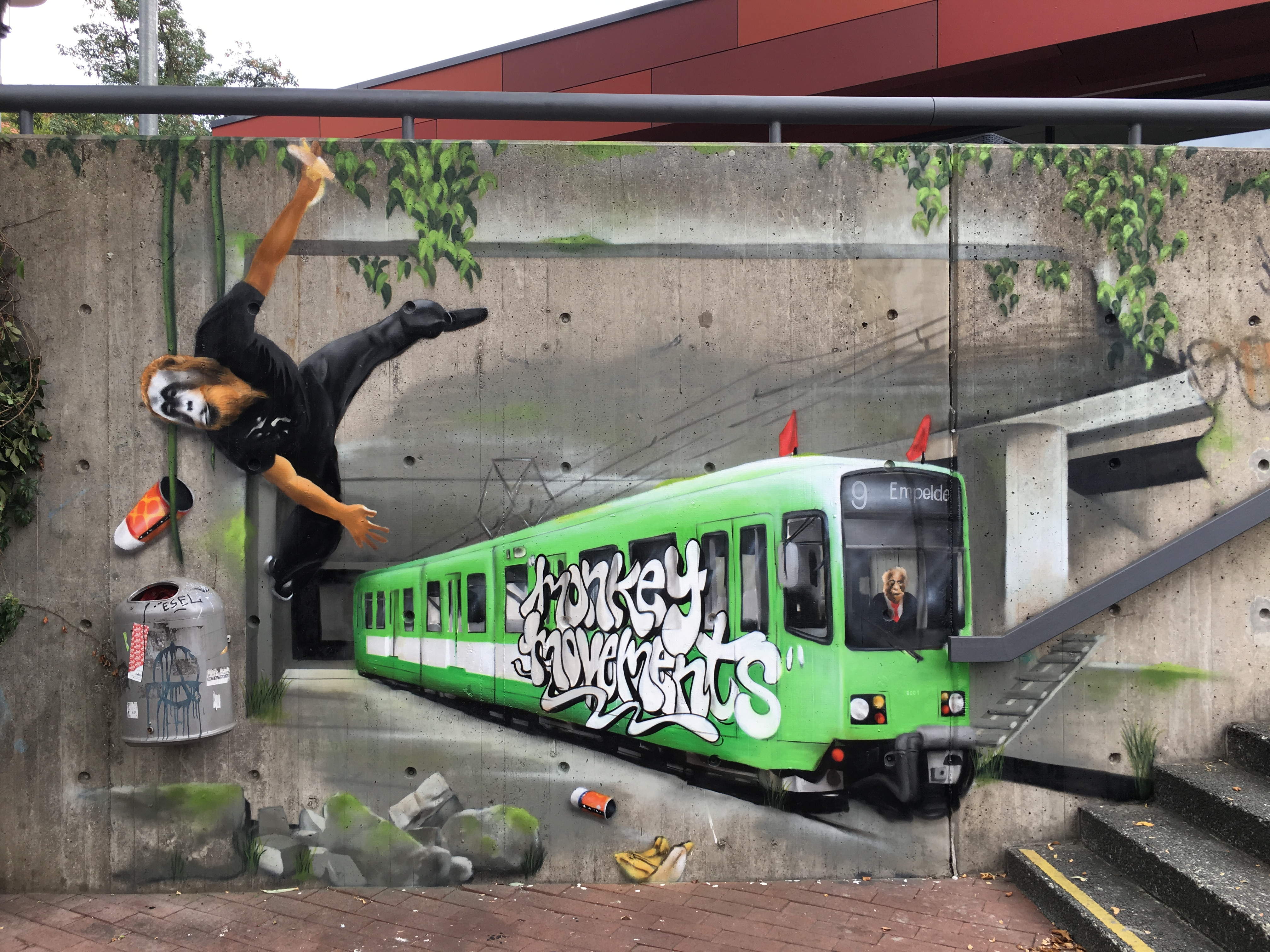
Monkey Movements (Raschplatz Hannover)
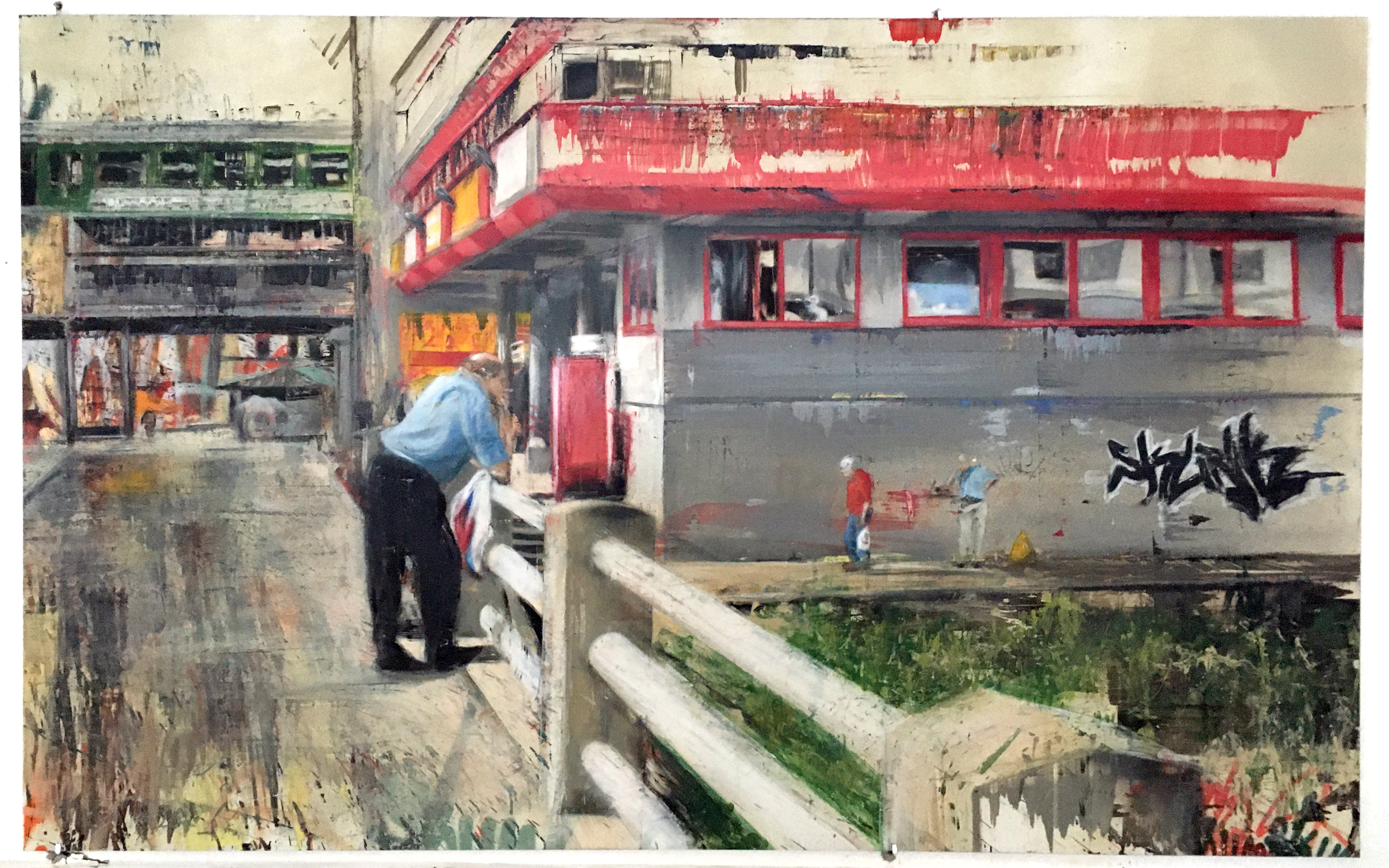
Bahnhof Riga
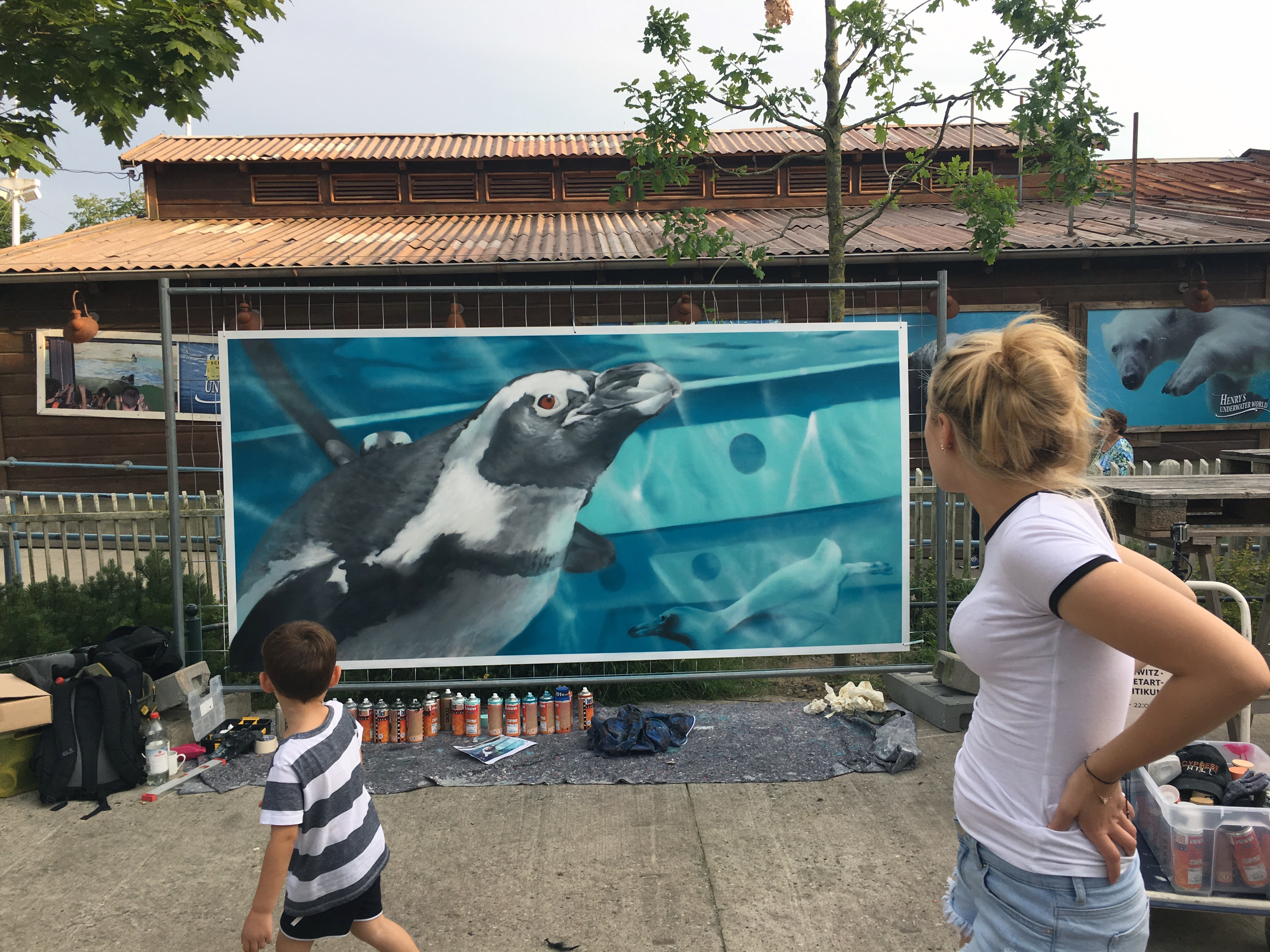
Zoo Hannover
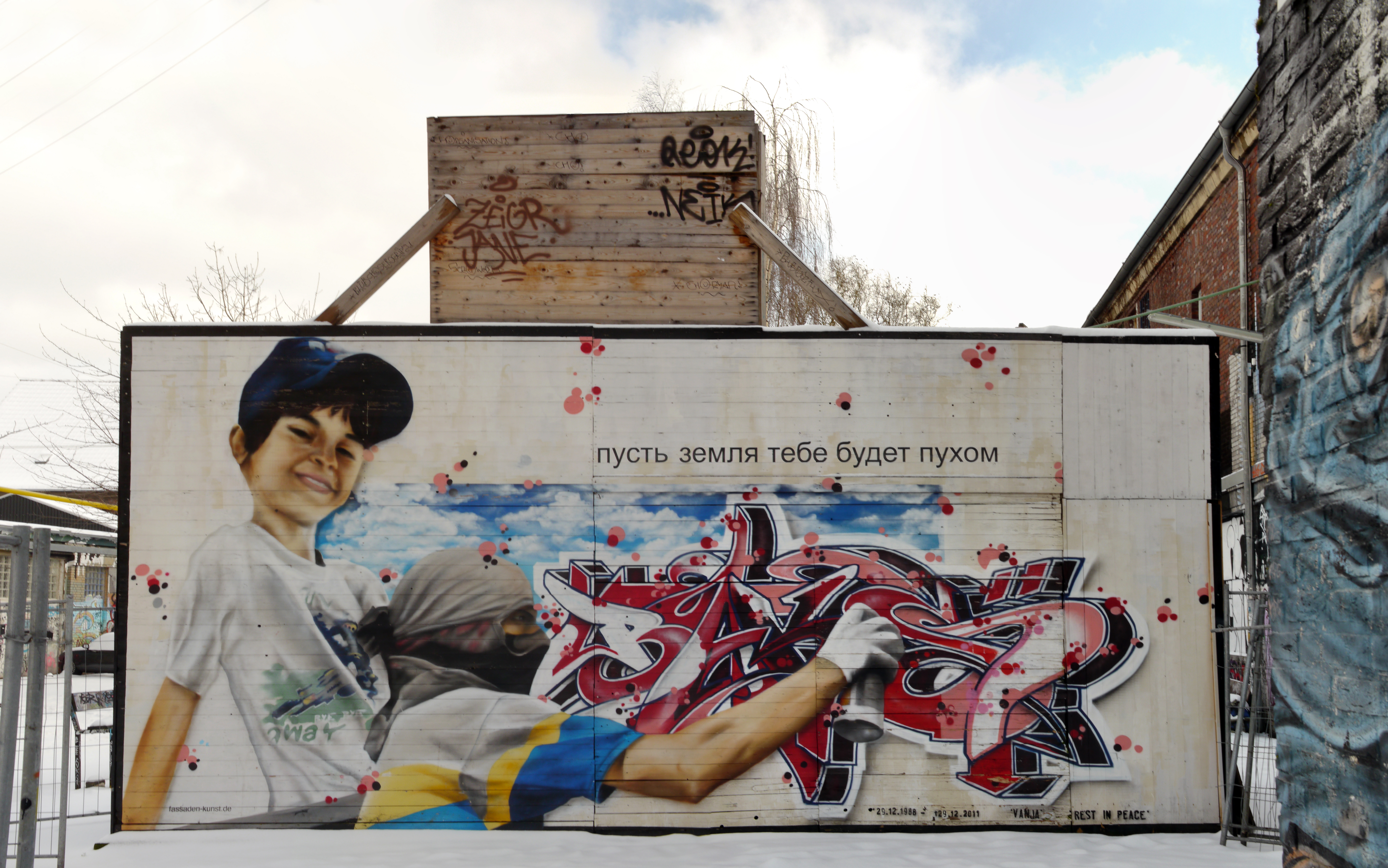
UJZ Glocksee Hannover
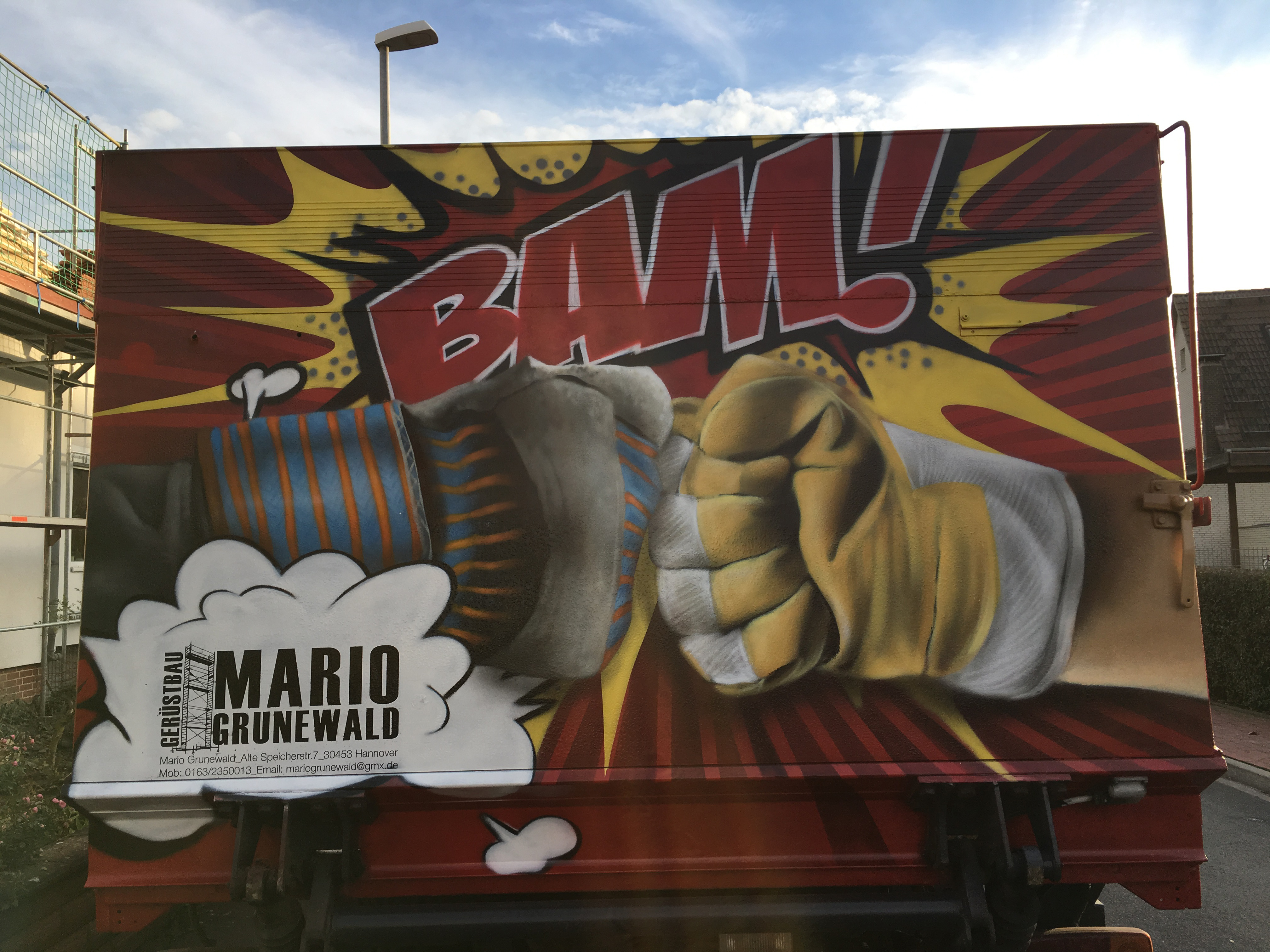
BAM! (Grunewald Gerüstbau Hannover)
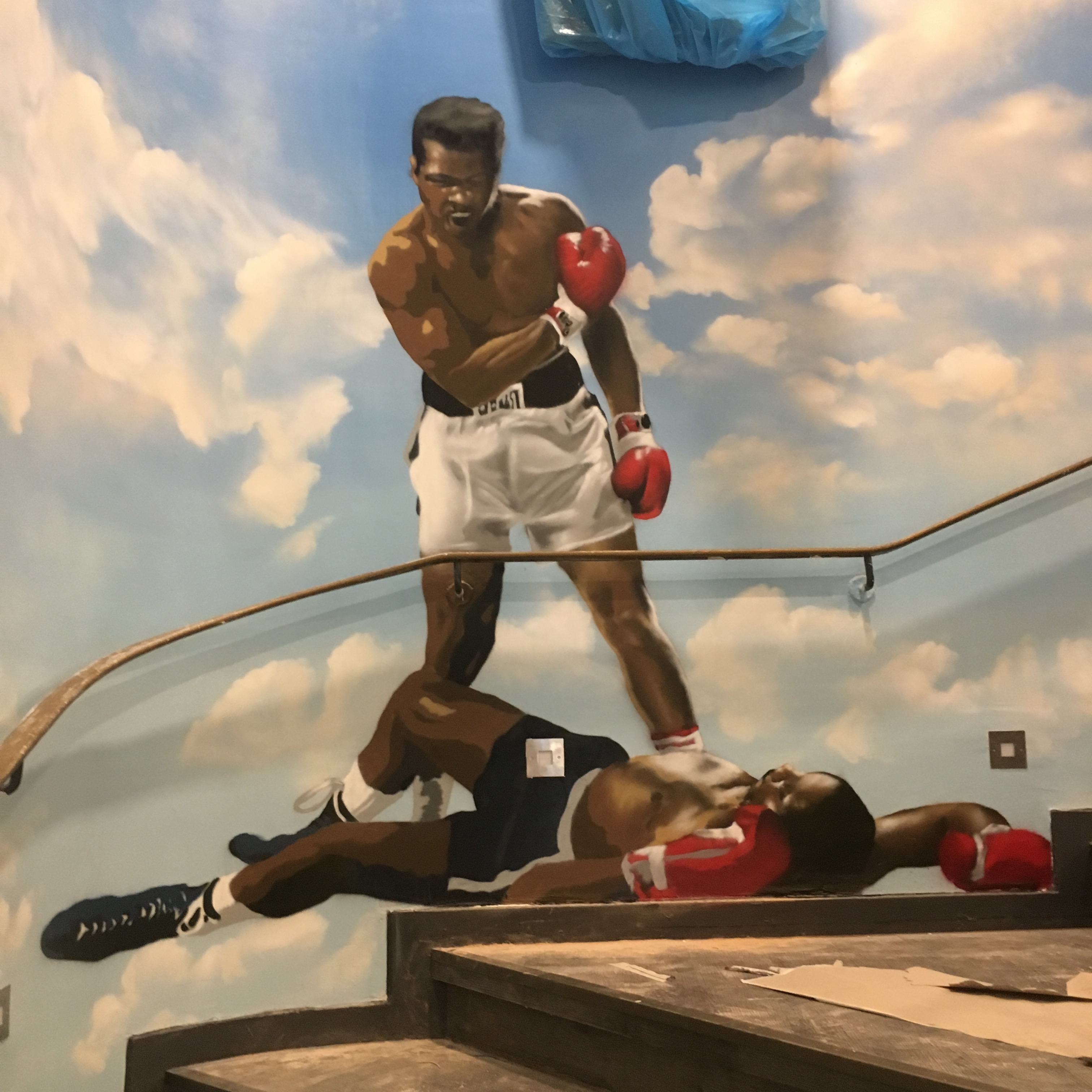
Muhammad Ali (Tipico Hannover)

## Websites
- fassadenkunst.de
- konstruktivfilm.de

| Personendaten    | Personendaten                                           |
| ---------------- | ------------------------------------------------------- |
| NAME             | Zitzewitz, Philipp von                                  |
| KURZBESCHREIBUNG | deutscher Graffiti-Künstler, Filmemacher und Journalist |
| GEBURTSDATUM     | 15. April 1978                                          |
| GEBURTSORT       | Hannover                                                |